# Wilhelm von Württemberg
Wilhelm Nicolaus Herzog von Württemberg (* 20. Juli 1828 in Carlsruhe in Preußisch-Schlesien; † 6. November 1896 in Meran) war ein österreichischer und württembergischer General.

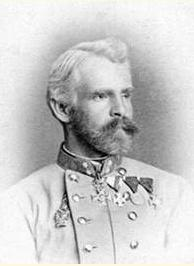
Wilhelm von Württemberg

## Familie
Herzog Wilhelm wurde als Sohn des Herzogs Eugen von Württemberg (1788–1857) und seiner zweiten Ehefrau Helene, geborene Prinzessin zu Hohenlohe-Langenburg (1807–1880), geboren.

## Militärische Laufbahn
Als erstes Mitglied des Hauses Württemberg besuchte Wilhelm ein öffentliches Gymnasium in Breslau.
Nach dem Studium in Genf, Bonn und an anderen Universitäten trat er 1848 als Leutnant in die österreichische Armee (Infanterieregiment Kaiser Franz Joseph Nr. 1 in Wien) ein. Im Krieg gegen Piemont (März 1849) wurde er mehrmals verwundet. In Anerkennung seiner Tapferkeit wurde er von Feldmarschall Radetzky zum Hauptmann im Infanterieregiment Nr. 45 befördert. 1853 wurde er Major, 1857 Oberstleutnant und 1859 Oberst und Kommandeur des Infanterie-Regimentes König der Belgier Nr. 27. Mit diesem zog er 1859 in den Krieg gegen Frankreich und Piemont. Sein Einsatz in der Schlacht von Magenta am 4. Juni beeindruckte sowohl seine Vorgesetzten, Generalmajor von Ramming und Feldmarschallleutnant Clam-Gallas als auch seine Gegner. Die französischen Generale Montebello und Failly erwähnten dies noch einige Wochen später in einer Besprechung gegenüber dem Feldmarschallleutnant Alexander Prinz von Hessen.
Im Bundeskrieg gegen Dänemark 1864 führte Wilhelm eine Brigade unter Feldmarschallleutnant Gablenz, er zeichnete sich dabei am 6. Februar besonders im Gefecht bei Oeversee aus und wurde dabei auch verwundet. Im Krieg von 1866 wurde Wilhelm, inzwischen Generalmajor, mit seiner Brigade der Nordarmee zugeteilt und kämpfte in der Schlacht bei Königgrätz, im Swiepwalde und bei Blumenau und Preßburg. Nach dem Feldzug kam er mit seiner Brigade nach Triest, wurde 1869 Kommandant der 11. Infanterietruppen-Division in Prag, am 24. Oktober 1869 zum Feldmarschallleutnant befördert. Im Krieg 1870/71 kämpfte Wilhelm auf deutscher Seite gegen Frankreich und 1878 auch im Russisch-Türkischen Krieg.
Während des Okkupationsfeldzuges in Bosnien führte er unter Feldzeugmeister Philippovich die 7. Infanterietruppen-Division bei den Gefechten von Rogelje und Jaice. Infolge der ausgezeichneten Leistungen ernannte ihn der Kaiser am 20. August 1878 zum Feldzeugmeister und Kommandierenden General des XIII. Armeekorps (Garnison in Agram). Seine Aufgabe bestand darin, das westliche Bosnien vollständig zu unterwerfen und zu befrieden. Mit dem Auftrag Bosnien und die Herzegowina militärisch und politisch zu organisieren wurde er dort zum Kommandierenden General und Chef der Landesregierung bestellt. Er baute nach wohldurchdachtem, die militärischen wie wirtschaftlichen Interessen berücksichtigenden Plan eine große Zahl von Verkehrswegen, wodurch die solide Grundlage für das spätere Kommunikationsnetz in Bosnien geschaffen wurde. Das Schulwesen, besonders das militärisch organisierte Knabenpensionat in Sarajewo, entwickelte sich in der kürzesten Zeit, ebenso alle anderen Zweige der Verwaltung und Justiz. Von diesem Posten wurde er Anfang April 1881 abberufen und durch Hermann Freiherr Dahlen von Orlaburg abgelöst.
1883 wurde Wilhelm kommandierender General des XI. Armeekorps in Lemberg. 1889 wurde er Kommandant des III. Armeekorps in Graz. Im Oktober 1891 trat er in den Ruhestand, als er durch den Tod des Königs Karl von Württemberg und da dessen Nachfolger Wilhelm II. keinen Sohn hatte, erster Agnat seines Königshauses wurde, um sich den Angelegenheiten seines Heimatlandes mehr widmen zu können. Wilhelm war württembergischer General der Infanterie à la suite des Grenadier-Regiments „König Karl“ (5. Württembergisches) Nr. 123 und Regimentschef des preußischen Infanterie-Regiments „Herwarth von Bittenfeld“ (1. Westfälisches) Nr. 13 sowie des k.u.k. Infanterieregiments Wilhelm von Württemberg Nr. 73.
Wilhelm war unverheiratet und von schmächtiger Statur. Die Folgen der Kriegsverwundungen und eines Wagenunglückes in Italien beeinträchtigten seine Gesundheit. Er verstarb während eines Erholungsurlaubes in Meran.

## Reise in die Türkei und nach Griechenland (1851)
Im April 1851 reiste Wilhelm von Wien aus auf der Donau und via Galatz nach Konstantinopel, wo er Ende des Monats eintraf; um inkognito zu bleiben (was nicht gelang), bediente er sich des Namens eines „Freiherrn von Bangen“. Danach unternahm er eine Rundreise durch Griechenland, bevor er nach Mitte Juli wieder in Konstantinopel eintraf. Vier Wochen später reiste er von Konstantinopel nach Bursa ab und nahm dann den Weg über die Dardanellen in Richtung der Athos-Halbinsel. Die Rückreise war über das nördliche Griechenland, Albanien und Dalmatien geplant. Bekannt ist, dass sich Wilhelm in der ersten Septemberhälfte von Athos aus weiter nach Thessaloniki begab und dann die Richtung nach Thessalien einschlug. Auf dem weiteren Weg besuchte er Ioannina und Korfu. Am 20. Oktober 1851 erreichte er auf dem Dampfschiff „Europa“ des Österreichischen Lloyds Triest. Zehn Tage später traf er wieder in Wien ein.

## Politik
Herzog Wilhelm hatte als Mitglied des Hauses Württemberg seit 1851 einen Sitz in der württembergischen Kammer der Standesherren, nahm das Mandat jedoch nur in der Sitzung am 10. Januar 1893 persönlich wahr und ließ sich ansonsten vertreten. Auch den ihm aufgrund des Besitzes der Herrschaft Carlsruhe/Schlesien zustehenden Sitz im preussischen Herrenhaus, den er 1877 von seinem kinderlos verstorbenen Neffen Wilhelm Eugen erbte, nahm Wilhelm nicht ein.

## Vorfahren
| Ahnentafel Wilhelm von Württemberg        | Ahnentafel Wilhelm von Württemberg                                                                                                  | Ahnentafel Wilhelm von Württemberg                                                                                                  | Ahnentafel Wilhelm von Württemberg                                                                                 | Ahnentafel Wilhelm von Württemberg                                                                                 | Ahnentafel Wilhelm von Württemberg                                                                                     | Ahnentafel Wilhelm von Württemberg                                                                                     | Ahnentafel Wilhelm von Württemberg                                                                               | Ahnentafel Wilhelm von Württemberg                                                                               |
| ----------------------------------------- | --- | --- | --- | --- | --- | --- | --- | --- |
| Urgroßeltern                              | Herzog Friedrich Eugen von Württemberg (1732–1797) ⚭ 1753 Prinzessin Friederike Dorothea Sophia von Brandenburg-Schwedt (1736–1798) | Herzog Friedrich Eugen von Württemberg (1732–1797) ⚭ 1753 Prinzessin Friederike Dorothea Sophia von Brandenburg-Schwedt (1736–1798) | Prinz Christian Carl zu Stolberg-Gedern (1726–1789) ⚭ 1760 Gräfin Eleonore Reuß zu Lobenstein (1736–1782)          | Prinz Christian Carl zu Stolberg-Gedern (1726–1789) ⚭ 1760 Gräfin Eleonore Reuß zu Lobenstein (1736–1782)          | Fürst Christian Albrecht zu Hohenlohe-Langenburg (1726–1789) ⚭ 1761 Prinzessin Caroline zu Stolberg-Gedern (1732–1796) | Fürst Christian Albrecht zu Hohenlohe-Langenburg (1726–1789) ⚭ 1761 Prinzessin Caroline zu Stolberg-Gedern (1732–1796) | Graf Johann Christian zu Solms-Baruth (1733–1800) ⚭ 1767 Gräfin Friederike Louise Reuß zu Köstritz (1748–1798)   | Graf Johann Christian zu Solms-Baruth (1733–1800) ⚭ 1767 Gräfin Friederike Louise Reuß zu Köstritz (1748–1798)   |
| Großeltern                                | Herzog Eugen Friedrich Heinrich von Württemberg (1758–1822) ⚭ 1787 Prinzessin Luise zu Stolberg-Gedern (1764–1834)                  | Herzog Eugen Friedrich Heinrich von Württemberg (1758–1822) ⚭ 1787 Prinzessin Luise zu Stolberg-Gedern (1764–1834)                  | Herzog Eugen Friedrich Heinrich von Württemberg (1758–1822) ⚭ 1787 Prinzessin Luise zu Stolberg-Gedern (1764–1834) | Herzog Eugen Friedrich Heinrich von Württemberg (1758–1822) ⚭ 1787 Prinzessin Luise zu Stolberg-Gedern (1764–1834) | Fürst Karl Ludwig zu Hohenlohe-Langenburg (1762–1825) ⚭ 1789 Gräfin Amalie Henriette zu Solms-Baruth (1768–1847)       | Fürst Karl Ludwig zu Hohenlohe-Langenburg (1762–1825) ⚭ 1789 Gräfin Amalie Henriette zu Solms-Baruth (1768–1847)       | Fürst Karl Ludwig zu Hohenlohe-Langenburg (1762–1825) ⚭ 1789 Gräfin Amalie Henriette zu Solms-Baruth (1768–1847) | Fürst Karl Ludwig zu Hohenlohe-Langenburg (1762–1825) ⚭ 1789 Gräfin Amalie Henriette zu Solms-Baruth (1768–1847) |
| Eltern                                    | Prinz Eugen von Württemberg (1788–1857) ⚭ 1827 Prinzessin Helene zu Hohenlohe-Langenburg (1807–1880)                                | Prinz Eugen von Württemberg (1788–1857) ⚭ 1827 Prinzessin Helene zu Hohenlohe-Langenburg (1807–1880)                                | Prinz Eugen von Württemberg (1788–1857) ⚭ 1827 Prinzessin Helene zu Hohenlohe-Langenburg (1807–1880)               | Prinz Eugen von Württemberg (1788–1857) ⚭ 1827 Prinzessin Helene zu Hohenlohe-Langenburg (1807–1880)               | Prinz Eugen von Württemberg (1788–1857) ⚭ 1827 Prinzessin Helene zu Hohenlohe-Langenburg (1807–1880)                   | Prinz Eugen von Württemberg (1788–1857) ⚭ 1827 Prinzessin Helene zu Hohenlohe-Langenburg (1807–1880)                   | Prinz Eugen von Württemberg (1788–1857) ⚭ 1827 Prinzessin Helene zu Hohenlohe-Langenburg (1807–1880)             | Prinz Eugen von Württemberg (1788–1857) ⚭ 1827 Prinzessin Helene zu Hohenlohe-Langenburg (1807–1880)             |
| Prinz Wilhelm von Württemberg (1828–1896) | | | | | | | | |

## Ehrungen
- 1842 Großkreuz des Ordens der Württembergischen Krone[8]
- 1849 Ritterkreuz des Leopoldordens
- 1859 Orden der Eisernen Krone II. Klasse
- 1859 Ritterkreuz des Maria Theresien-Ordens
- 1864 Kommandeurkreuz des Leopoldordens
- 1864 Preußischer Orden Pour le Mérite
- 1878 Orden der Eisernen Krone 1. Klasse mit Kriegsdekoration
- 1881 Großkreuz des Leopoldordens